# Tatjana Andrejewna Slawina
Tatjana Andrejewna Slawina (russisch Татьяна Андреевна Славина; * 6. November 1934 in Leningrad) ist eine sowjetische bzw. russische Architektin und Hochschullehrerin.

## Leben
Slawina, Tochter eines Ingenieurs, studierte am Leningrader Bauingenieur-Institut (LISI) mit Abschluss 1958.
Von 1965 bis 1989 arbeitete Slawina im LISI. Sie hielt Vorlesungen zur Einführung in die Architektur-Projektierung und über Architekturgeschichte und leitete die Aspirantur. Ihr Forschungsschwerpunkt wurde das architektonische Erbe der Oblast Leningrad. Sie verteidigte 1983 ihre Dissertation über Gesetzmäßigkeiten des architektonischen Erbes anhand von Materialien der russischen Architekturgeschichte mit Erfolg für die Promotion zu Doktorin der Architekturwissenschaften.
Darauf war Slawina wissenschaftliche Vizedirektorin des Staatlichen Leningrader Forschungsinstituts für Architektur- und Städtebau-Theorie LENNIITAG (bis Ende der Sowjetunion 1991). Sie wurde 1992 Generaldirektorin der OOO Assoziation der Erforscher St. Petersburgs (bis 2003). Von 2003 bis 2012 war sie wissenschaftliche Direktorin der OOO Architekturwerkstatt  T. A. Slawinas. Vorgerworfen wurde ihr, dass sie dem Abriss historischer Gebäude und dem Bau einer neuen Börse auf der Wassiljewski-Insel an der Strelka  zugestimmt hatte. Sie ist Mitglied des Rats für Schutz des kulturellen Erbes, des Beraterkollegiums des Komitees für Architektur und Städtebau und des Vorstands der Internationalen Wohltätigkeitsstiftung zur Rettung St. Petersburgs.
Slawina ist Vollmitglied der Russischen Akademie für Architektur und Bauwissenschaften (RAASN) und Korrespondierendes Mitglied der Moskauer Abteilung der International Academy of Architecture.